# Party Down
Party Down är en amerikansk komediserie skapad av John Enbom, Rob Thomas, Dan Etheridge, och Paul Rudd som visas på Starz! network i USA och Super Channel i Kanada.
Serien följer ett gäng människor som jobbar för en cateringfirma i Los Angeles. Efter 13 års uppehåll återkom Party Down med en tredje säsong som har premiär på Starz fredagen den 24 februari 2023.

## Skådespelare

### Huvudkaraktärer
- Adam Scott – Henry Pollard
- Ken Marino – Ron Donald
- Jane Lynch – Constance Carmell
- Ryan Hansen – Kyle Bradway
- Martin Starr – Roman Debeers
- Lizzy Caplan – Casey Klein
- Jennifer Coolidge – Bobbie St. Brown
- Megan Mullally – Lydia Dunfree
- Jennifer Garner – Evie Adler
- Tyrel Jackson Williams – Sackson
- Zoë Chao – Lucy Dang